# Якин, Хабибулла Хайруллович
Хабибулла Хайруллович Якин (25 сентября 1923, Муллаши, Тюменская губерния — 7 июня 2009, Тюмень) — советский военнослужащий, полный кавалер ордена Славы. Командир пулеметного расчета 315-го гвардейского горно-стрелкового полка, связист, гвардии ефрейтор (на момент представления к награждению орденом Славы 1-й степени).

## Биография
Родился 25 сентября 1923 года в деревне Муллаши Тюменской губернии. Сибирский татарин. Отец — Хайрулла Якин — участник Первой мировой войны, полный георгиевский кавалер. После школы Хабибулла окончил курсы по подготовке учителей в городе Омске. Работал учителем в начальной школе села Аксарай Тюменского района (ныне эта деревня не существует).
В январе 1942 года был призван в Красную Армию Тюменским райвоенкоматом. Обучался в Тюменском пехотном училище, но учёбу не закончил, был направлен на фронт.
В действующей армии с июня 1942 года. Летом 1942 года принимал участие в кровопролитных боях на Западном фронте под городом Ржевом. Воевал в составе 618-го стрелкового полка 215-й стрелковой дивизии, старшим телефонистом роты связи. В оборонительных и наступательных боях находился на самых ответственных участках, обеспечивал бесперебойную связь командира полка с батальонами, огневыми позициями подразделений. В сентябре 1942 года был контужен, но остался в строю. Был награждён орденом Красной Звезды.
После госпиталя воевал на Северо-Кавказском фронте, в составе 2-й гвардейской Таманской Краснознаменной ордена Суворова стрелковой дивизии имени М. И. Калинина. За отличие в боях на Керченском полуострове зимой 1943—1944 годов был награждён вторым орденом Красной Звезды. Член ВКП/КПСС с 1943 года. В одном из боёв Якина снова ранило.
В июне 1944 года из госпиталя после выздоровления был направлен в 128-ю горнострелковую Туркестанскую дивизию, телефонистом взвода связи 315-го гвардейского горно-стрелкового полка. Отличился в ожесточенных боях на Карпатах и в Моравско-Остравской наступательной операции.
С 21 сентября по 12 ноября 1944 года в ходе боев в районе населенного пункта Боров, гвардии красноармеец Якин обеспечивая связь батальона с другими подразделениями, устранил свыше шестидесяти порывов на линии, из личного оружия поразил пятерых противников. Приказом от 19 декабря 1944 года за образцовое выполнение заданий командования в боях с немецко-фашистскими захватчиками гвардии красноармеец Якин Хабибулла Хайруллович награждён орденом Славы 3-й степени.
12-13 февраля 1945 года в боях близ населенного пункта Елесня в условиях горно-лесистой местности под артиллерийско-минометным огнём устранил нарушения связи, обеспечив выполнение боевой задачи. В составе группы бойцов истребил до пятнадцати противников. Приказом от 8 марта 1945 года за образцовое выполнение заданий командования в боях с немецко-фашистскими захватчиками гвардии красноармеец Якин Хабибулла Хайруллович награждён орденом Славы 2-й степени.
Командир пулеметного расчёта того же полка гвардии ефрейтор Хабибулла Якин 15-16 апреля 1945 года в боях в районе населенных пунктов Гожице и Ухильско вывел из строя свыше отделения вражеской пехоты, подавил два пулемета.
Указом Президиума Верховного Совета СССР от 29 июня 1945 года за образцовое выполнение заданий командования в боях с немецко-фашистскими захватчиками гвардии ефрейтор Якин Хабибулла Хайруллович награждён орденом Славы 1-й степени, став полным кавалером ордена Славы.
Войну закончил в столице Чехословакии — городе Праге. В 1946 году Х. Х. Якин демобилизован. Вернулся к педагогическому труду — работал в Акияровской, Ембаевской, Чикчинской школах Тюменского района, преподавал русский язык и литературу. В 1961 году окончил Тюменский педагогический институт.
С 1985 года — секретарь Совета ветеранов Тюменских военно-пехотных училищ. В 1983—1987 годах — организатор службы на посту № 1 у Вечного огня. Представлял Тюменскую область на встречах Героев Советского Союза и Полных Кавалеров орденов Славы в Санкт-Петербурге и Москве в 1995 году.
Жил в городе Тюмени. Вёл активную ветеранскую работу.
Умер 7 июня 2009 года. Похоронен на родине — в деревне Муллаши Тюменского района Тюменской области. Был последним полным кавалером ордена Славы, жившим в Тюменской области.

## Награды и звания
Награждён орденами Славы 1-й, 2-й и 3-й степеней, орденом Отечественной войны 1-й степени, двумя орденами Красной Звезды, медалями, среди которых медаль «За отвагу».
Является Почётным гражданином Тюмени (1995) и города Ржева Тверской области (1993).

## Память
- Имя Хабибуллы Якина было присвоено бульвару в Тюмени, улицам в его родной деревне Муллаши и в деревне Казарово, что в пределах города Тюмени.
- В августе 2010 года Чикчинской средней общеобразовательной школе присвоено имя Х. Х. Якина.
- О военном пути Якина рассказал писатель Константин Симонов в телевизионном документальном фильме «Шёл солдат», вышедшем на голубые экраны Страны к 30-летию Победы в Великой Отечественной войне.
- В Тюмени, на доме где прожил последние годы Хабибулла Якин (улица Заводская, дом № 1), в 2011 году была установлена мемориальная доска.